# Мад Лејк (Ајдахо)
Мад Лејк (енгл. Mud Lake) град је у америчкој савезној држави Ајдахо.

## Демографија
По попису из 2010. године број становника је 358, што је 88 (32,6%) становника више него 2000. године.
| Група             | 2000.       | 2010.       |
| Белци             | 193 (71,5%) | 189 (52,8%) |
| Афроамериканци    | 0 (0,0%)    | 0 (0,0%)    |
| Азијати           | 0 (0,0%)    | 0 (0,0%)    |
| Хиспаноамериканци | 74 (27,4%)  | 159 (44,4%) |
| Укупно            | 270         | 358         |